# Coptodon rendalli
Coptodon rendalli és una espècie de peix de la família dels cíclids i de l'ordre dels perciformes.
Es troba a Àfrica: rius Senegal, Níger, Congo i Zambeze, i el llac Tanganyika.
Els mascles poden assolir els 45 cm de longitud total.